# オホーツク紋別ホワイトカレー
オホーツク紋別ホワイトカレー（オホーツクもんべつホワイトカレー）は、北海道紋別市で提供されているカレー料理。
北海道が発祥とされるホワイトカレーにこの地域独自の定義付けが行われており、いわゆるご当地グルメとすることが意図されている。

## 概要
旅行雑誌 『北海道じゃらん』（リクルート刊）の提唱によって、北海道産品の消費拡大などを目的に開発されたホワイトカレーである。誕生は2007年（平成19年）7月20日であり、紋別市内の複数の飲食店、ホテルにおいて、同一名称で提供されている。

## 定義

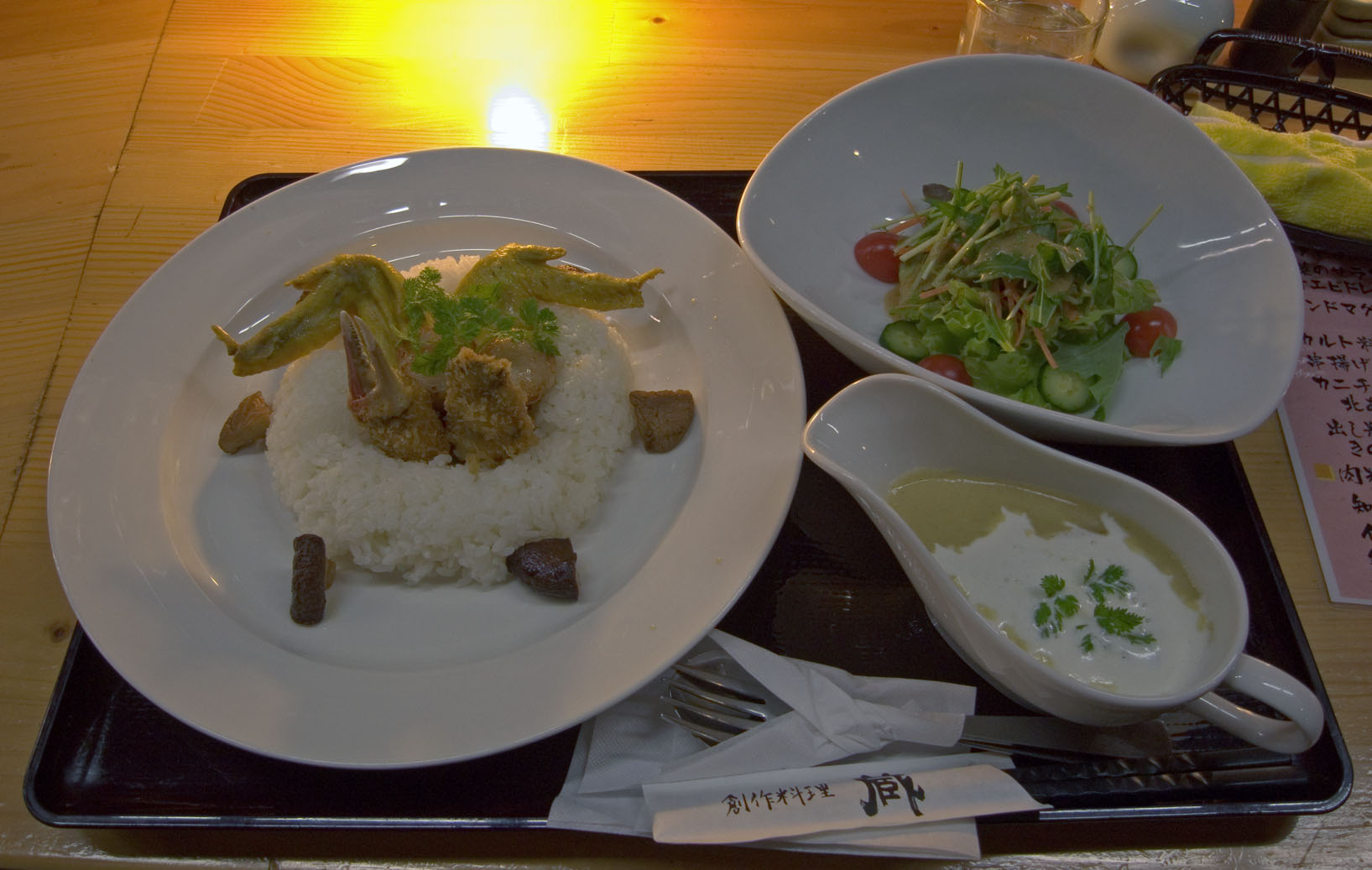
オホーツク紋別ホワイトカレー

- 名前は「オホーツク紋別ホワイトカレー」とする
- 流氷のまち、漁業のまち、農業・酪農のまち「オホーツク紋別」をイメージしたホワイトカレーを提供すること
- オホーツク紋別産のホタテとオホーツク産の牛乳を使うこと
- なるべく旬の食材を使うこと
- 提供スタイルは、道産米の白いご飯の上に具材をのせ、ルーは別に添えること
- ガリンコ号IIをイメージした食材を使うこと
- 円形皿で提供すること
- お好みで利用できるマイルドソース（はまなすチャツネ）をつけること
- ガリンコ号II、ホタテ、とっかりをプリントした共通のスプーン袋をつけること（これが認定焼き印となる）
- 1,000円以下で提供すること